# Kalchas

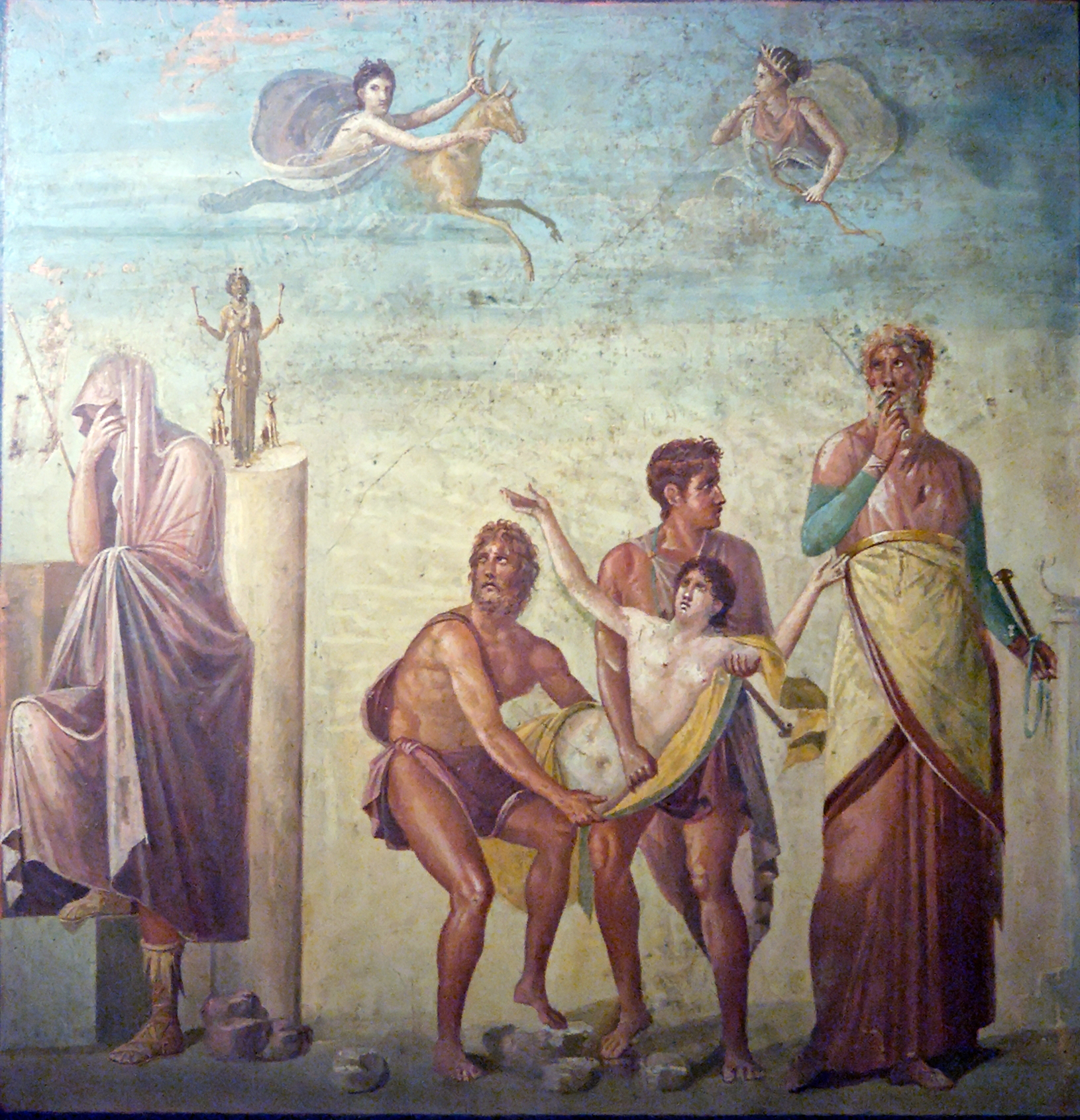
Kalchas (rechts) bei der Opferung der Iphigenie.
(Fresko aus dem Haus des Poeten, Pompeji, Archäologisches Nationalmuseum Neapel)

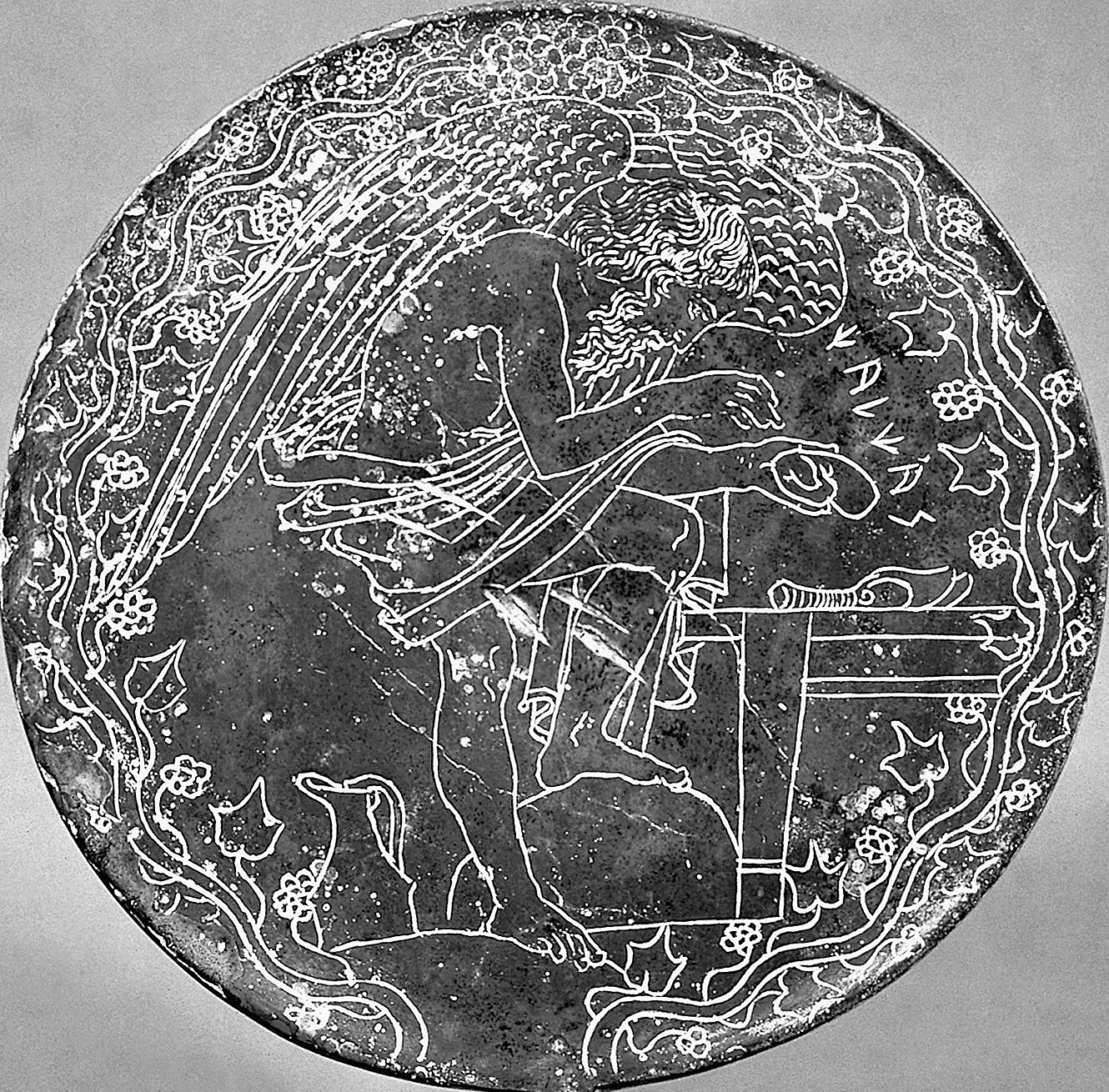
Kalchas als etruskischer Haruspex bei der Leberschau. (Kalchas-Spiegel, 5. Jh. v. Chr.)

Kalchas (altgriechisch Κάλχας Kálchas, lateinisch Calchas), Sohn des Thestor, war der offizielle Seher der Griechen während des Trojanischen Krieges.

## Aussagen
Seine Aussagen betrafen die Dauer des Trojanischen Kriegs, die Notwendigkeit der Anwesenheit von Achilleus und des Bogens des Philoktet zur Eroberung Trojas, den Grund für den Zorn der Artemis in Aulis auf Agamemnon, die Opferung Iphigenies, das Unrecht, das an Chryseis verübt wurde, als Grund für Apolls Zorn und der Pest im griechischen Heer, den Tod des großen Aias und den Bau eines hölzernen Pferdes zur Überlistung der Trojaner (siehe Trojanisches Pferd).

## Leben
Kalchas, der von Apollon die Gabe erhielt, den Vogelflug zu interpretieren, sah voraus, dass er sterben werde, wenn er einen Seher treffe, der besser sei als er. Dies war Mopsos, der Enkel des Teiresias, den er in der Nähe der Stadt Kolophon traf. Mopsos ging nach dem Ende des Trojanischen Kriegs von Schiff zu Schiff und warnte die Griechen davor, an Bord ihrer Schiffe zu gehen, da die Götter die Flotte zum Untergang bestimmt hätten.
Die beiden Seher veranstalteten einen Wettbewerb, um festzustellen, wer der bessere sei. Sie sahen eine hochträchtige Sau und diskutierten darüber, wie viele Ferkel sie werfen werde. Kalchas nannte acht, Mopsos hingegen neun. Nach einiger Verzögerung kam das neunte Ferkel auf die Welt. Als sich Kalchas im Seherwettstreit besiegt sah, starb er aus Scham über die Niederlage.

## Sonstiges
Kalchas ist der Name eines 1973 entdeckten Asteroiden.